# Тмуше
Тмуше су насељено мјесто у општини Калиновик, Република Српска, БиХ. Према попису становништва из 1991. у насељу је живјело 15 становника. По попису становништва из 2013. у насељу је живио 1 становник.

## Географија
Тмуше се налазе на надморској висини од 1130 метара.

## Становништво
| Националност | 1991. |
| Срби         | 15    |
| Укупно       |       |

| Демографија | Демографија | Демографија |
| Година      | Становника  | Становника  |
| ----------- | ----------- | ----------- |
| 1961.       | 118         |             |
| 1971.       | 54          |             |
| 1981.       | 28          |             |
| 1991.       | 10          |             |
| 2013.       | 1           |             |